# Prométhée enchaîné (statue)
Pour les articles homonymes, voir Prométhée (homonymie).
Prométhée enchaîné (ou Prométhée attaché sur le mont Caucase, un aigle lui dévore le foie) est une statue en marbre de Nicolas Sébastien Adam datant de 1762,représentant le titan Prométhée subissant son châtiment enchaîné sur le mont Caucase. Elle est conservée au département des Sculptures du Moyen Âge, de la Renaissance et des temps modernes du musée du Louvre, à Paris.

## Histoire

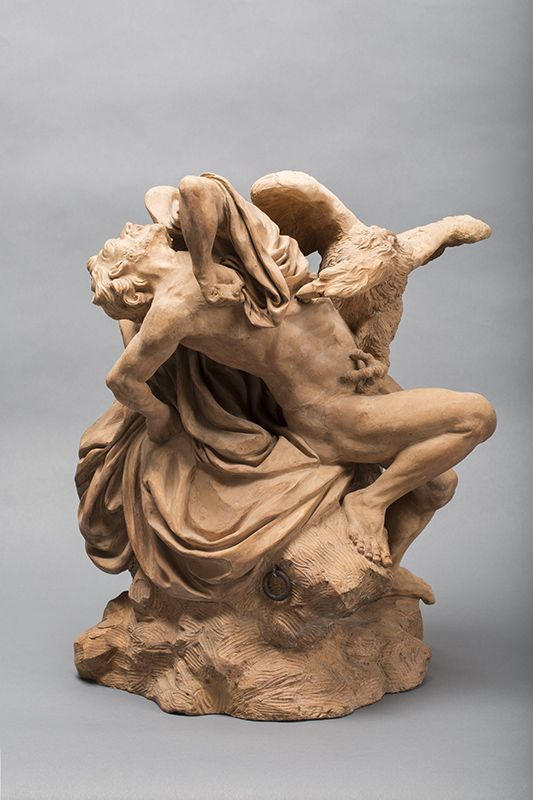
Étude en terre cuite Prométhée déchiré par un aigle, vers 1738, Palais des ducs de Lorraine (musée lorrain).

Le sujet fut donné à Nicolas Sébastien Adam par Guillaume Coustou en 1735, pour son morceau de réception. Le plâtre est exposé au Salon de 1738 ; le marbre est présenté comme pièce de réception de l'Académie royale de peinture et de sculpture le 26 juin 1762, où il entre peu après dans la collection. La sculpture en marbre est exposée au Salon de 1763.
Saisie lors de la Révolution française en août 1793, elle est déposée au musée spécial de l'École française en 1798, puis inventoriée en 1824 dans les dépôts de ce dernier musée situés à de Versailles avant son entrée au musée du Louvre probablement en 1849.

## Description et analyse
L'artiste choisit de représenter le moment même où l'aigle Aithon déchire le ventre de Prométhée avec son bec pour dévorer son foie. Prométhée est représenté déjà nu et attaché au mont Caucase. En choisissant précisément ce moment de souffrance, Adam donne au groupe sculptural une saveur baroque, sculptant la musculature finement détaillée du titan et développant toute la torsion de son corps en souffrance. La manière de concevoir la douleur et les contorsions qu'elle provoque rappelle le célèbre groupe Laocoön.

## Réception
Si le public du Salon de 1763 semble avoir apprécié la virtuosité de l'exécution, Diderot se montra réservé, peu sensible à l'élan de l'œuvre, à sa violence et à son déséquilibre savamment contrôlé. Quand Adam présente son morceau de réception, plus d'un quart de siècle après en avoir reçu le sujet, la mode est alors à des compositions plus assagies et néoclassiques.